# Acquisitio hereditatis
Acquisitio hereditatis – w prawie rzymskim oznaczało nabycie spadku przez osobę do niego powołaną (delatio hereditatis). Powołany do spadku stawał się spadkobiercą dopiero w chwili jego nabycia, gdyż samo powołanie było tylko formą zaofiarowania spadku. Osoba powołana miała zaś prawo, ale nie obowiązek, skorzystania z tego (obowiązek przyjęcia spadku ciążył jedynie na spadkobiercach koniecznych), gdyż w skład spadku mogły wchodzić same ciężary.